# Norwegia na Zimowych Igrzyskach Olimpijskich 1964
Norwegię na Zimowych Igrzyskach Olimpijskich 1964 reprezentowało 58 zawodników: 51 mężczyzn i siedem kobiet. Był to dziewiąty start reprezentacji Norwegii na zimowych igrzyskach olimpijskich.

## Zdobyte medale
| Medal  | Zawodnik          | Dyscyplina          | Konkurencja               | Rezultat    |
| ------ | ----------------- | ------------------- | ------------------------- | ----------- |
| Złoto  | Tormod Knutsen    | Kombinacja norweska | Indywidualnie             | 469,28 pkt  |
| Złoto  | Knut Johannesen   | Łyżwiarstwo szybkie | Bieg na 5000 m mężczyzn   | 7:38,4 min  |
| Złoto  | Toralf Engan      | Skoki narciarskie   | Skocznia duża             | 230,7 pkt   |
| Srebro | Harald Grønningen | Biegi narciarskie   | Bieg na 15 km mężczyzn    | 51:34,8 min |
| Srebro | Harald Grønningen | Biegi narciarskie   | Bieg na 30 km mężczyzn    | 1:32:02,3 h |
| Srebro | Alv Gjestvang     | Łyżwiarstwo szybkie | Bieg na 500 m mężczyzn    | 40,6 s      |
| Srebro | Per Ivar Moe      | Łyżwiarstwo szybkie | Bieg na 5000 m mężczyzn   | 7:38,6 min  |
| Srebro | Fred Anton Maier  | Łyżwiarstwo szybkie | Bieg na 10 000 m mężczyzn | 16:06,0 min |
| Srebro | Toralf Engan      | Skoki narciarskie   | skocznia normalna         | 226,3 pkt   |
| Brąz   | Olav Jordet       | Biathlon            | bieg na 20 km mężczyzn    | 1:24:38,8 h |
| Brąz   | Villy Haugen      | Łyżwiarstwo szybkie | Bieg na 1500 m mężczyzn   | 2:11,2 min  |
| Brąz   | Fred Anton Maier  | Łyżwiarstwo szybkie | Bieg na 5000 m mężczyzn   | 7:42,0 min  |
| Brąz   | Knut Johannesen   | Łyżwiarstwo szybkie | Bieg na 10 000 m mężczyzn | 16:06,3 min |
| Brąz   | Torgeir Brandtzæg | Skoki narciarskie   | Skocznia normalna         | 222,9 pkt   |
| Brąz   | Torgeir Brandtzæg | Skoki narciarskie   | Skocznia duża             | 227,2 pkt   |

## Skład kadry

### Biathlon
Mężczyźni
| Zawodnik       | Konkurencja   | czas biegu | Kary  | Łączny czas | Pozycja |
| -------------- | ------------- | ---------- | ----- | ----------- | ------- |
| Olav Jordet    | Bieg na 20 km | 1:22:38,8  | 2:00  | 1:24:38,8   | brąz    |
| Ragnar Tveiten | Bieg na 20 km | 1:19:52,5  | 6:00  | 1:25:52,5   | 4.      |
| Jon Istad      | Bieg na 20 km | 1:23:24,8  | 6:00  | 1:29:24,8   | 11.     |
| Ola Wærhaug    | Bieg na 20 km | 1:24:38,0  | 10:00 | 1:34:38,0   | 22.     |

### Biegi narciarskie
Mężczyźni
| Zawodnik                                                      | Konkurencja        | czas            | Pozycja         |
| ------------------------------------------------------------- | ------------------ | --------------- | --------------- |
| Harald Grønningen                                             | Bieg na 15 km      | 51:34,8         | srebro          |
| Magnar Lundemo                                                | Bieg na 15 km      | 51:55,2         | 8.              |
| Einar Østby                                                   | Bieg na 15 km      | 52:52,2         | 15.             |
| Ole Ellefsæter                                                | Bieg na 15 km      | 55:10,8         | 25.             |
| Harald Grønningen                                             | Bieg na 30 km      | 1:32:02,3       | srebro          |
| Einar Østby                                                   | Bieg na 30 km      | 1:32:54,6       | 8.              |
| Sverre Stensheim                                              | Bieg na 30 km      | 1:33:12,3       | 11.             |
| Ole Ellefsæter                                                | Bieg na 30 km      | Dyskwalifikacja | Dyskwalifikacja |
| Sverre Stensheim                                              | Bieg na 50 km      | 2:45:47,2       | 5.              |
| Harald Grønningen                                             | Bieg na 50 km      | 2:47:03,6       | 6.              |
| Einar Østby                                                   | Bieg na 50 km      | 2:47:20,6       | 7.              |
| Ole Ellefsæter                                                | Bieg na 50 km      | 2:47:45,8       | 8.              |
| Magnar Lundemo Erling Steineide Einar Østby Harald Grønningen | Sztafeta 4 × 10 km | 2:19:11,9       | 4.              |

Kobiety
| Zawodnik           | Konkurencja   | czas    | Pozycja |
| ------------------ | ------------- | ------- | ------- |
| Ingrid Wigernæs    | Bieg na 5 km  | 19:17,0 | 15.     |
| Babben Enger-Damon | Bieg na 5 km  | 19:26,5 | 18.     |
| Ingrid Wigernæs    | Bieg na 10 km | 43:38,0 | 12.     |
| Babben Enger-Damon | Bieg na 10 km | 48:43,8 | 31.     |

### Hokej na lodzie
Reprezentacja mężczyzn
| - Egil Bjerklund - Olav Dalsøren - Bjørn Elvenes - Erik Fjeldstad - Tor Gundersen - Jan Erik Hansen - Svein Norman Hansen - Einar Bruno Larsen - Thor-Erik Lundby |  | - Thor Martinsen - Øystein Mellerud - Kåre Østensen - Frank Olafsen - Per Skjerwen Olsen - Christian Petersen - Georg Smefjell - Jan Roar Thoresen |

Reprezentacja Norwegii w rundzie eliminacyjnej uległa reprezentacji Szwajcarii i w dalszej części turnieju olimpijskiego grała w grupie "pocieszenia", w której zajęła 2. miejsce. Ostatecznie została sklasyfikowana na 10. miejscu.
| 27 stycznia 1964 | Norwegia | 1:5 | Szwajcaria | Eisstadion |

| Godzina: 20:00 |  | (0:2, 0:1, 1:2) |  |  |

#### Grupa pocieszenia
| Drużyna    | M | Mecze | Mecze | Mecze | Bramki | Bramki | Bramki | Pkt |
| Drużyna    | M | W     | R     | P     | +      | -      | +/-    | Pkt |
| ---------- | - | ----- | ----- | ----- | ------ | ------ | ------ | --- |
| Polska     | 7 | 6     | 0     | 1     | 40     | 13     | +27    | 12  |
| Norwegia   | 7 | 5     | 0     | 2     | 40     | 19     | +21    | 10  |
| Japonia    | 7 | 4     | 1     | 2     | 35     | 31     | +4     | 9   |
| Rumunia    | 7 | 3     | 1     | 3     | 31     | 28     | +3     | 7   |
| Austria    | 7 | 3     | 1     | 3     | 24     | 28     | -2     | 7   |
| Jugosławia | 7 | 3     | 1     | 3     | 29     | 37     | -8     | 7   |
| Włochy     | 7 | 2     | 0     | 5     | 24     | 42     | -18    | 4   |
| Węgry      | 7 | 0     | 0     | 7     | 14     | 39     | -25    | 0   |

Wyniki
| 30 stycznia 1964 | Japonia | 4:3 | Norwegia | Messehalle |

| Godzina: 17:00 |

| 31 stycznia 1964 | Norwegia | 2:4 | Polska | Messehalle |

| Godzina: 14:00 |

| 2 lutego 1964 | Włochy | 2:9 | Norwegia | Messehalle |

| Godzina: 12:00 |

| 5 lutego 1964 | Norwegia | 6:1 | Węgry | Messehalle |

| Godzina: 20:00 |

| 6 lutego 1964 | Rumunia | 2:4 | Norwegia | Messehalle |

| Godzina: 20:00 |

| 8 lutego 1964 | Norwegia | 8:2 | Austria | Messehalle |

| Godzina: 9:00 |

| 9 lutego 1964 | Jugosławia | 4:8 | Norwegia | Messehalle |

| Godzina: 13:00 |

### Kombinacja norweska
Mężczyźni
| Zawodnik       | Konkurencja   | Bieg narciarski | Bieg narciarski | Bieg narciarski | Skoki narciarskie | Skoki narciarskie | Skoki narciarskie | Skoki narciarskie | Skoki narciarskie | Skoki narciarskie | Skoki narciarskie | Skoki narciarskie | Łącznie | Pozycja |
| Zawodnik       | Konkurencja   | Czas biegu      | Pozycja         | Punkty          | Skok 1            | Nota              | Skok 2            | Nota              | Skok 3            | Nota              | Punkty            | Pozycja           | Łącznie | Pozycja |
| -------------- | ------------- | --------------- | --------------- | --------------- | ----------------- | ----------------- | ----------------- | ----------------- | ----------------- | ----------------- | ----------------- | ----------------- | ------- | ------- |
| Tormod Knutsen | Indywidualnie | 50:58,6         | 4.              | 230,38          | 74,0              | 120,8             | 72,0              | 118,1             | 65,0              | 110,2             | 238,9             | 2.                | 469,28  | złoto   |
| Arne Larsen    | Indywidualnie | 50:49,6         | 3.              | 232,33          | 64,0              | 96,5              | 64,5              | 101,8             | 61,0              | 198,30            | 198,3             | 17.               | 430,63  | 5.      |
| Arne Barhaugen | Indywidualnie | 50:40,4         | 2.              | 234,33          | 64,0              | 95,70             | 62,5              | 91,60             | 60,0              | 95,60             | 191,30            | 20.               | 425,63  | 6.      |
| Bjørn Wirkola  | Indywidualnie | 53:51,9         | 14.             | 196,34          | 65,0              | 101,9             | 67,0              | 101,0             | 68,0              | 115,3             | 217,2             | 9.                | 413,54  | 11.     |

### Łyżwiarstwo figurowe
| Zawodnik           | Konkurencja | Nota   | Pozycja |
| ------------------ | ----------- | ------ | ------- |
| Anne Karin Dehle   | Solistki    | 1571,9 | 28.     |
| Berit Unn Johansen | Solistki    | 1524,9 | 30.     |

### Łyżwiarstwo szybkie
Mężczyźni
| Zawodnik         | Konkurencja   | Konkurencja   | Konkurencja    | Konkurencja    | Konkurencja    | Konkurencja    | Konkurencja      | Konkurencja      |
| Zawodnik         | Bieg na 500 m | Bieg na 500 m | Bieg na 1500 m | Bieg na 1500 m | Bieg na 5000 m | Bieg na 5000 m | Bieg na 10 000 m | Bieg na 10 000 m |
| Zawodnik         | Czas          | Miejsce       | Czas           | Miejsce        | Czas           | Miejsce        | Czas             | Miejsce          |
| ---------------- | ------------- | ------------- | -------------- | -------------- | -------------- | -------------- | ---------------- | ---------------- |
| Alv Gjestvang    | 40,6          | srebro        |                |                |                |                |                  |                  |
| Hroar Elvenes    | 41,4          | 10.           |                |                |                |                |                  |                  |
| Villy Haugen     | 41,1          | 8.            | 2:11,2         | brąz           |                |                |                  |                  |
| Magne Thomassen  | 42,0          | 21.           | 2:12,5         | 9.             |                |                |                  |                  |
| Nils Aaness      |               |               | 2:14,6         | 16.            |                |                |                  |                  |
| Ivar Eriksen     |               |               | 2:12,2         | 6.             |                |                |                  |                  |
| Knut Johannesen  |               |               |                |                | 7:38,4         | złoto          | 16:06,3          | brąz             |
| Per Ivar Moe     |               |               |                |                | 7:38,6         | srebro         | 16:47,1          | 13.              |
| Fred Anton Maier |               |               |                |                | 7:42,0         | brąz           | 16:06,0          | srebro           |

### Narciarstwo alpejskie
Mężczyźni
| Zawodnik           | Konkurencja | Konkurencja | Konkurencja   | Konkurencja   | Konkurencja         | Konkurencja         | Konkurencja      | Konkurencja      |
| Zawodnik           | Zjazd       | Zjazd       | Slalom gigant | Slalom gigant | Slalom specjalny    | Slalom specjalny    | Slalom specjalny | Slalom specjalny |
| Zawodnik           | Czas        | Pozycja     | Czas          | Pozycje       | Czas 1-go przejazdu | Czas 2-go przejazdu | Czas łączny      | Pozycja          |
| ------------------ | ----------- | ----------- | ------------- | ------------- | ------------------- | ------------------- | ---------------- | ---------------- |
| Jon Terje Øverland | 2:29,74     | 32.         | 1:55,51       | 20.           | 1:19,16             | 1:05,68             | 2:24,84          | 29.              |
| Arild Holm         | 2:31,32     | 38.         | 1:55,72       | 21.           | 1:21,14             | 1:08,77             | 2:29,91          | 35.              |
| Per Martin Sunde   |             |             | 1:56,77       | 23.           | 1:14,23             | 1:04,13             | 2:18,36          | 16.              |

Kobiety
| Zawodniczka            | Konkurencja | Konkurencja | Konkurencja   | Konkurencja   | Konkurencja               | Konkurencja               | Konkurencja               | Konkurencja               |
| Zawodniczka            | Zjazd       | Zjazd       | Slalom gigant | Slalom gigant | Slalom specjalny          | Slalom specjalny          | Slalom specjalny          | Slalom specjalny          |
| Zawodniczka            | Czas        | Pozycja     | Czas          | Pozycja       | Czas 1-go przejazdu       | Czas 2-go przejazdu       | Czas łączny               | Pozycja                   |
| ---------------------- | ----------- | ----------- | ------------- | ------------- | ------------------------- | ------------------------- | ------------------------- | ------------------------- |
| Liv Jagge-Christiansen | 2:04,07     | 29.         | 2:02,98       | 29.           | 47,67                     | 48,71                     | 1:36,38                   | 7.                        |
| Dikke Eger-Bergman     | 2:05,10     | 36.         | 2:08,62       | 33.           | Nie ukończyła konkurencji | Nie ukończyła konkurencji | Nie ukończyła konkurencji | Nie ukończyła konkurencji |
| Astrid Sandvik         |             |             | 2:00,74       | 21.           | Dyskwalifikacja           | Nie ukończyła konkurencji | Nie ukończyła konkurencji | Nie ukończyła konkurencji |

### Saneczkarstwo
Mężczyźni
| Zawodnik                                | Konkurencja | Ślizg 1                | Ślizg 2                | Ślizg 3                | Ślizg 4                | Łącznie                | Pozycja                |
| --------------------------------------- | ----------- | ---------------------- | ---------------------- | ---------------------- | ---------------------- | ---------------------- | ---------------------- |
| Mogens Christensen                      | Jedynki     | 54,43                  | 55,00                  | 53,80                  | 54,44                  | 3:37,67                | 14.                    |
| Rolf Greger Ström                       | Jedynki     | 52,60                  | 52,81                  | 52,62                  | 53,18                  | 3:31,21                | 4.                     |
| Jan-Axel Strøm                          | Jedynki     | 55,78                  | 55,27                  | 55,15                  | 55,78                  | 3:41,98                | 19.                    |
| Christian Hallén-Paulsen Jan-Axel Strøm | Dwójki      | 52,52                  | 55,30                  |                        |                        | 1:47,82                | 10.                    |
| Mogens Christensen Rolf Greger Ström    | Dwójki      | Nie stanęli na starcie | Nie stanęli na starcie | Nie stanęli na starcie | Nie stanęli na starcie | Nie stanęli na starcie | Nie stanęli na starcie |

### Skoki narciarskie
Mężczyźni
| Konkurencja       | Skoczek            | Skok 1    | Skok 1 | Skok 2    | Skok 2 | Skok 3    | Skok 3 | Nota   | Pozycja |
| Konkurencja       | Skoczek            | odległość | Nota   | odległość | Nota   | odległość | Nota   | Nota   | Pozycja |
| ----------------- | ------------------ | --------- | ------ | --------- | ------ | --------- | ------ | ------ | ------- |
| Skocznia normalna | Toralf Engan       | 79,0      | 112,1  | 78,5      | 112,3  | 79,0      | 114,0  | 226,3  | srebro  |
| Skocznia normalna | Torgeir Brandtzæg  | 73,0      | 98,8   | 79,0      | 112,6  | 78,0      | 110,3  | 222,9  | brąz    |
| Skocznia normalna | Hans Olav Sørensen | 76,0      | 106,0  | 73,5      | 99,5   | 74,5      | 102,6  | 208,6  | 8.      |
| Skocznia normalna | Torbjørn Yggeseth  | 73,5      | 99,0   | 77,0      | 104,4  | 76,0      | 97,7   | 203,4  | 14.     |
| Skocznia duża     | Toralf Engan       | 93,5      | 114,7  | 90,5      | 116,0  | 73,0      | 88,9   | 230,7  | złoto   |
| Skocznia duża     | Torgeir Brandtzæg  | 92,0      | 109,1  | 90,0      | 113,2  | 87,0      | 114,0  | 227,2  | brąz    |
| Skocznia duża     | Bjørn Wirkola      | 85,0      | 99,2   | 85,0      | 104,9  | 78,0      | 99,2   | 204,1  | 16.     |
| Skocznia duża     | Torbjørn Yggeseth  | 85,0      | 96,7   | 82,0      | 98,8   | 74,0      | 91,4   | 195,50 | 28.     |